# Манодром
Манодром (англ. Manodrome) — художній фільм південноафриканського режисера Джона Тренгова, головні ролі в якому зіграли Джессі Айзенберг та Едрієн Броуді. Прем'єра картини відбудеться у лютому 2023 року на 73-му Берлінському кінофестивалі.

## Сюжет
Головний герой фільму — таксист і бодібілдер-початківець, який стає членом лібертаріанської секти. Поступово він починає втрачати зв'язок із реальністю.

## В ролях
- Джессі Айзенберг — Ральфі[1][2]
- Едрієн Броуді — Ден[3]
- Одеса Янг — Сел
- Філіп Еттінгер — Джейсон
- Ітан Саплі — Лео
- Георге Мурешан — Сашієль
- Райлі Кіо — камео

## Виробництво
«Манодром» був представлений потенційним кінопрокатникам у Каннах у травні 2021 року. Режисером фільму став південноафриканець Джон Тренг, для якого це перший англомовний проект. Головні ролі отримали Джессі Айзенберг, Едрієн Броуді та Райлі Кіо. Остання стала ще й одним із продюсерів разом з Джиною Гаммелл, Райаном Закаріасом та Беном Гіладі. Пізніше Кіо відмовилася від ролі через складний графік, але залишилася продюсером фільму. Її замінила Одеса Янг.

## Прем'єра та сприйняття
Прем'єра картини відбудеться у лютому 2023 року на 73-му Берлінському кінофестивалі. До цієї події з'явилися оцінки «Манодрома» як «нігілістичного трилера».